# ハン・チンウォン
ハン・チンウォン（ハングル: 한진원, 1986年 - ）は、韓国の脚本家である。ポン・ジュノ監督による映画『パラサイト 半地下の家族』で知られ、ポンと共同でアジア人としては初のアカデミー賞脚本賞受賞者となった。

## 主なフィルモグラフィ
- オクジャ/okja Okja (2017) 助監督
- パラサイト 半地下の家族 Parasite (2019) 脚本

## 受賞とノミネート
| 賞                   | 年   | 部門             | 作品名                  | 結果       |
| -------------------- | ---- | ---------------- | ----------------------- | ---------- |
| アカデミー賞         | 2019 | 脚本賞           | パラサイト 半地下の家族 | 受賞       |
| 英国アカデミー賞     | 2019 | オリジナル脚本賞 | パラサイト 半地下の家族 | 受賞       |
| ゴールデングローブ賞 | 2019 | 脚本賞           | パラサイト 半地下の家族 | ノミネート |